# 成善
成善（1818年—？），漢軍正黃旗人，清朝政治人物。同進士出身。

## 生平
成善由附生中式道光二十六年（1846年）丙午科舉人，二十七年（1847年）聯捷丁未科進士，以主事用，籖分工部。咸豐六年（1856年）十月，補授工部營繕司主事。八年（1858年）二月，因案降調筆帖式。十年（1860年），改捐內閣中書。十一年（1861年）七月，選補實缺。同年十二月，轉補典籍。
同治元年（1862年），充補實錄館收掌官。十二月，兼充文淵閣校閱。四年（1865年）十月，隨赴奉天防勦，作為候補侍讀，賞藍翎。十二月，因實錄告成，保奏，奉旨作為候補郎中俟補缺作為俸滿。六年（1867年）二月，奏任充聖訓校勘處督催官。十二月，補授郎中。七年（1868年）二月，截取引見，奉旨以繁缺知府用，隨即前往直隸防勦，候補知府，後以本省道員儘先補用。九年（1870年）四月，《聖訓全書》告成，賞換花翎，繼續候補知府，得缺後加鹽運使銜。十一年（1872年）十月籌辦典禮有功，俟補道員，賞加布政使銜。
光緒元年（1875年）十月，補授安徽鳳陽府知府。七年（1881年）九月，調署安慶府知府。九年（1883年）三月，調署安慶府事，不久奏補安慶府知府。數年間多次保薦卓異。十二年（1886年）五月，署理徽甯池太廣道。六月，回任安慶府知府。